# Bassecourt
Bassecourt is een plaats en voormalige gemeente in het Zwitserse kanton Jura, en maakt deel uit van het district Delémont.
Bassecourt telt 3328 inwoners.

## Geschiedenis
Bassecourt is in 2013 gefuseerd naar de nieuwe fusiegemeente Haute-Sorne.

## Geboren
- Steve Guerdat (1982), ruiter

Bassecourt · Courfaivre · Glovelier · Soulce · Undervelier